# ۱–۹۹
۱–۹۹ (انگلیسی: 1-99) یک مجموعه تلویزیونی جنایی و دلهره‌آور بریتانیایی است، که نخستین بار در ۵ ژانویهٔ ۱۹۹۴ میلادی از شبکهٔ آی‌تی‌وی منتشر شد.
در ایران، این سریال نخستین بار در سال ۱۳۷۸ خورشیدی از شبکه سه سیما پخش شد و مورد استقبال واقع شد، سپس پخش آن تکرار گردید و در سال ۱۳۹۵ در شبکهٔ افق به روی آنتن رفت.